# Flüeli-Ranft

Le Ranft, vers 1825

Flüeli-Ranft est un village de montagne situé sur le territoire de la commune de Sachseln, dans le canton d'Obwald, en Suisse centrale.

## Description
Le village est situé à 730 mètres d'altitude au-dessus des gorges du Ranft. Trois chapelles s'y trouvent, dont deux  au bord du torrent de la Melchaa ainsi qu'une cellule d'ermite où Nicolas de Flüe se retira une partie de sa vie et sa maison familiale. 

Vue aérienne (1947)

Non loin de là, à trois kilomètres, se trouve la sépulture de saint Nicolas de Flüe, en l'église St-Théodule, à Sachseln. Depuis près de cinq siècles, ces sites attirent les pèlerins et les fidèles en quête de ressource spirituelle ou de quiétude. Plusieurs centres religieux existent sur place. Un hôtel a été édifié, en 1896, dans le style de la Belle Époque. Il est exploité sous l'enseigne de Paxmontana depuis 1966.

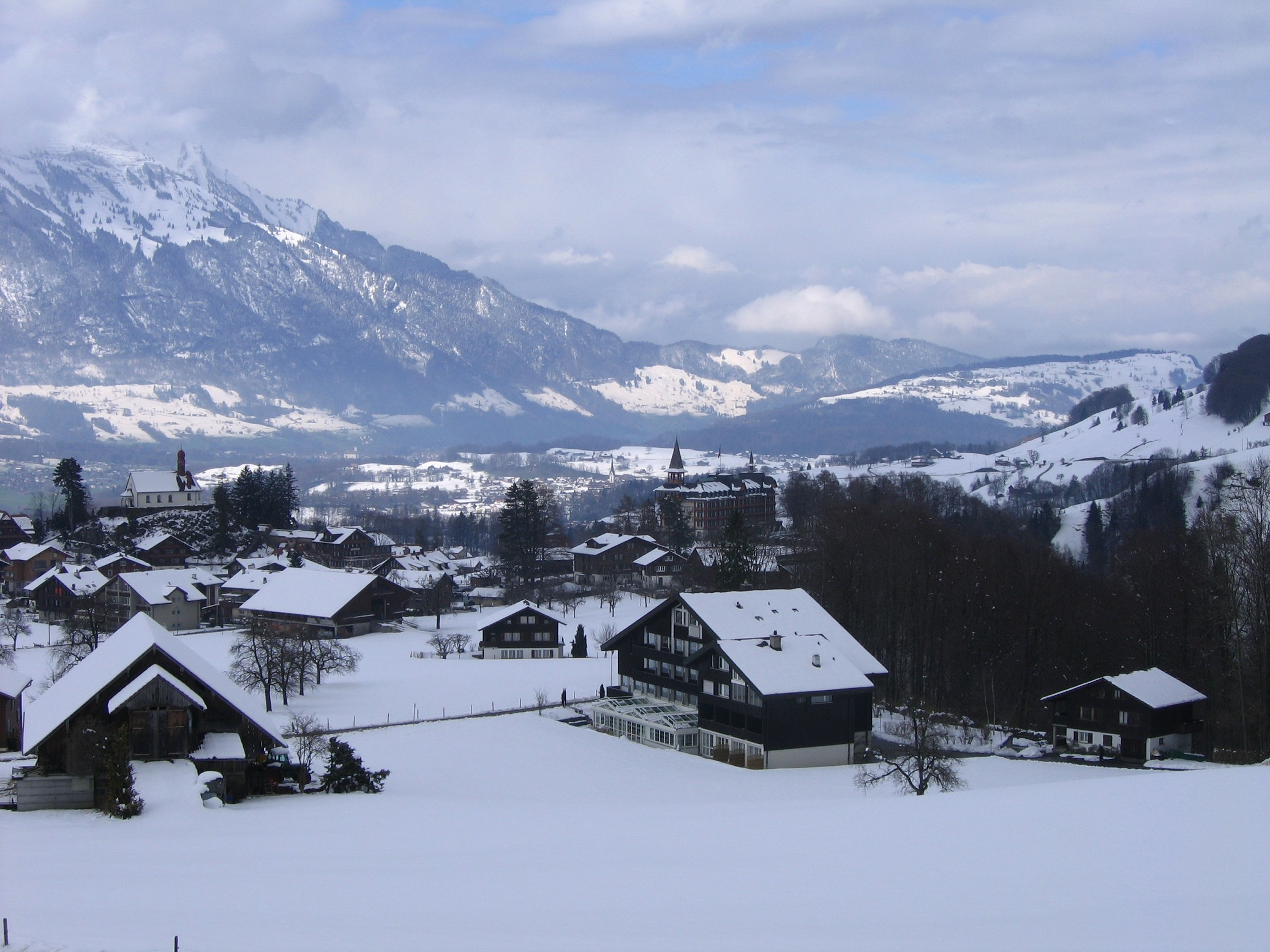
Flüeli-Ranft, avec, à l'arrière-plan, le massif du Pilatus
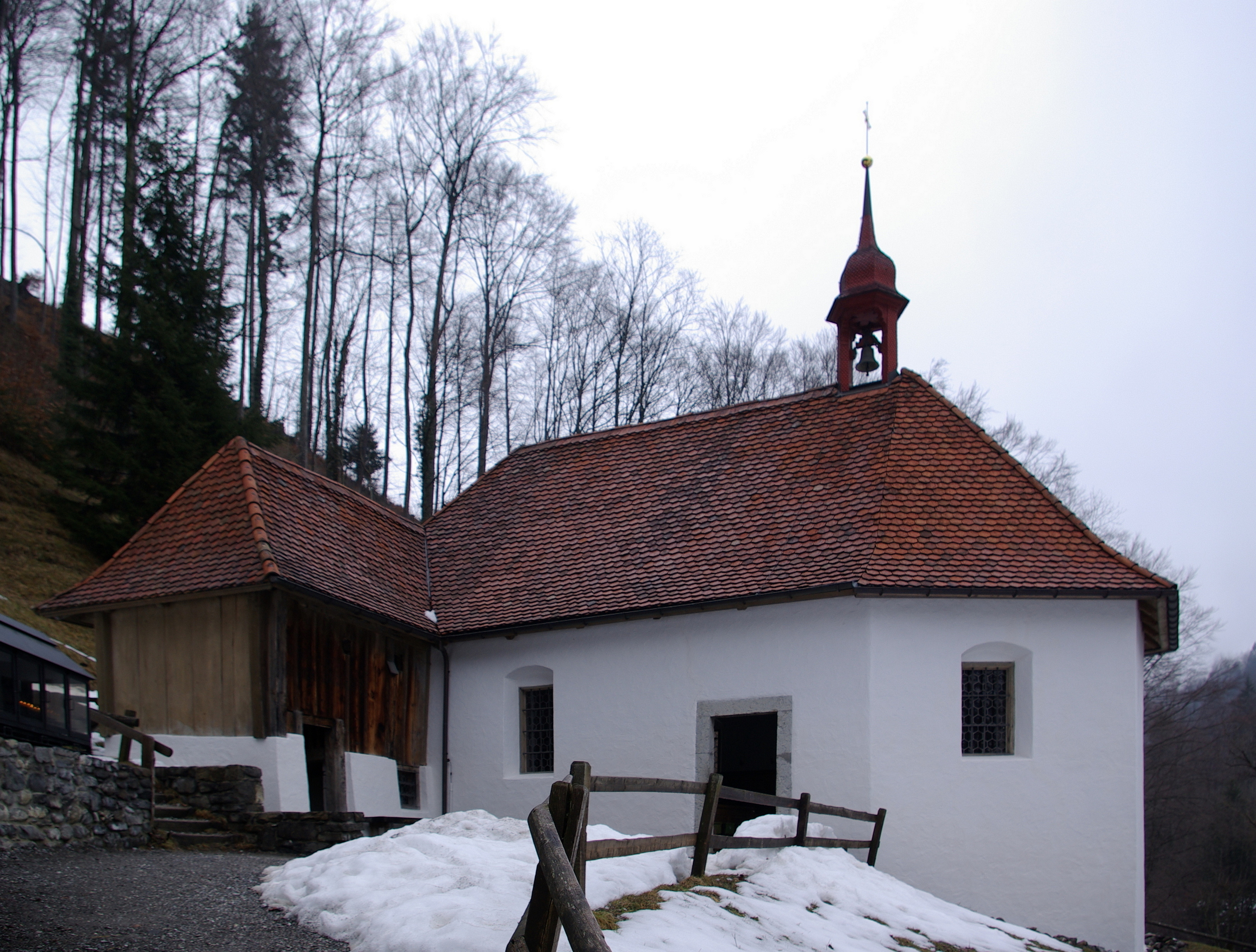
Chapelle supérieure de Ranft, et à gauche l'ermitage du frère Nicolas.
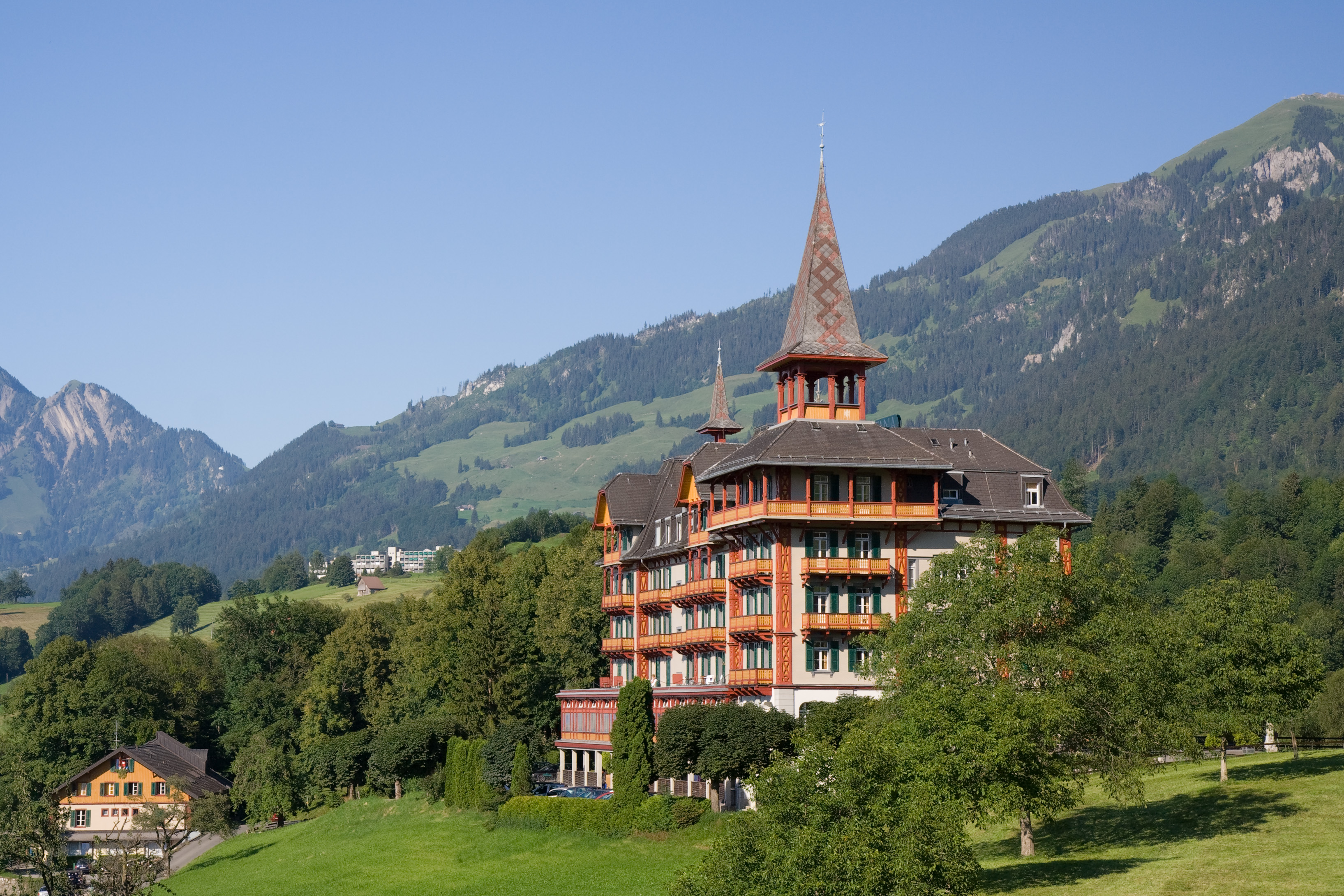
hôtel édifié en 1896
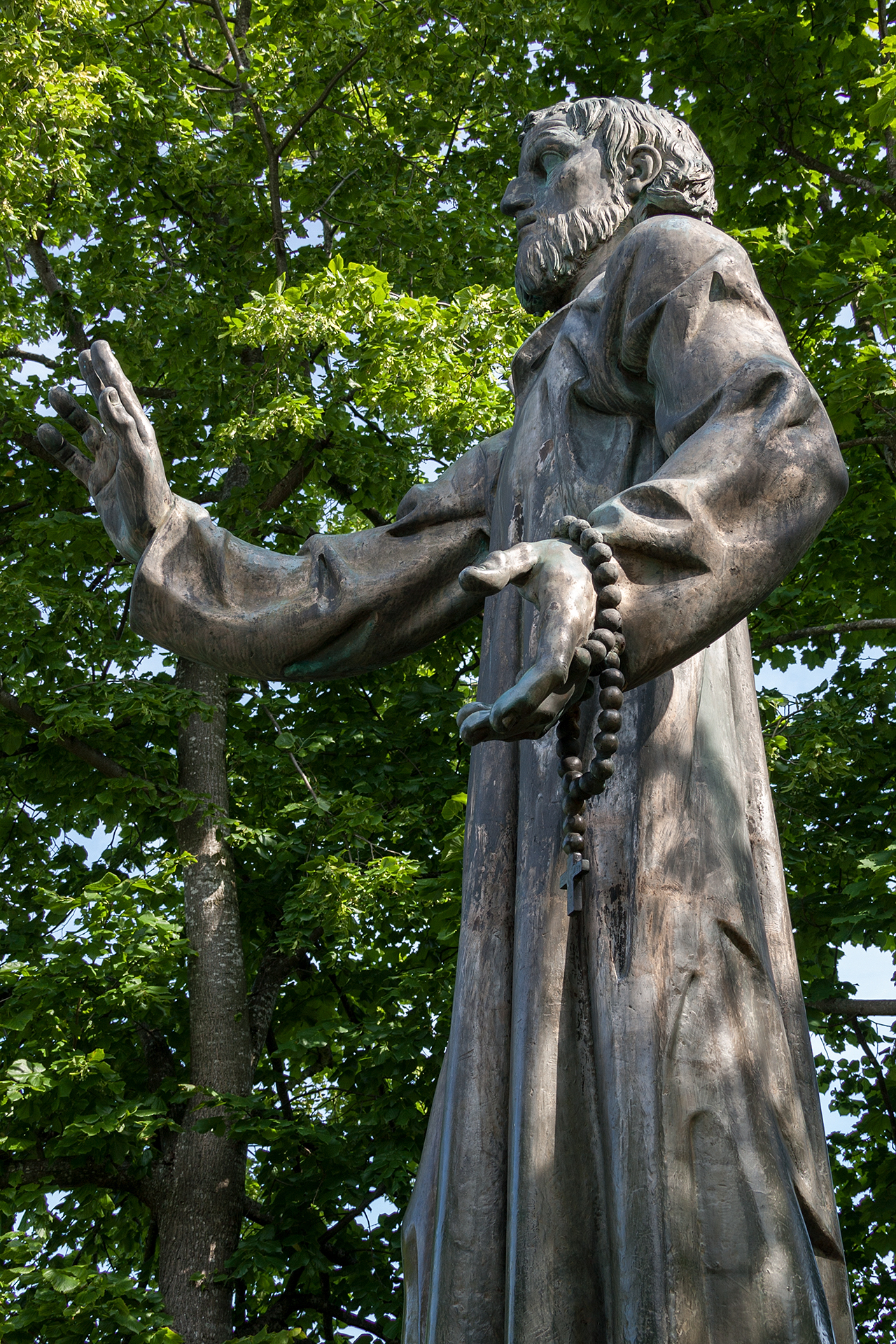
Sculpture représentant Nicolas de Flüe
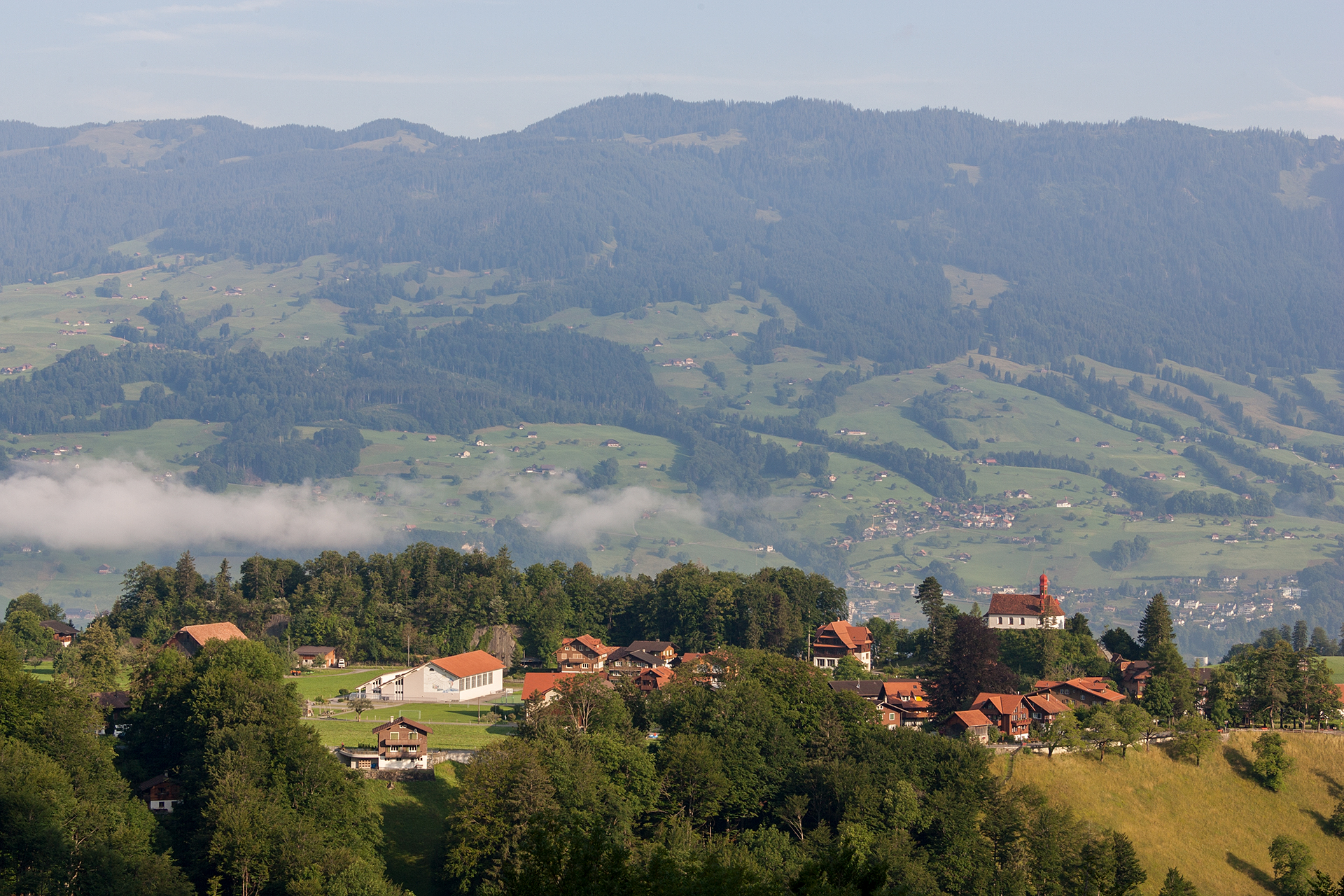
Vue du village

## Sources
- (de) Cet article est partiellement ou en totalité issu de l’article de Wikipédia en allemand intitulé « Flüeli-Ranft » (voir la liste des auteurs).

1. 1 2  « Flüeli », Dictionnaire historique de la Suisse,‎ 18 avril 2007 (lire en ligne)
2. ↑  René Dumesnil, « Nicolas de Flüe », Le Monde,‎ 27 février 1953 (lire en ligne)